# Iran la Jocurile Olimpice de vară din 2016
Republica Islamică Iran a participat la Jocurile Olimpice de vară din 2016 de la Rio de Janeiro în perioada 5 – 21 august 2016, cu o delegație de 63 de sportivi, care a concurat în 15 sporturi. Cu un total de opt medalii, inclusiv trei de aur, Iranul s-a aflat pe locul 25 în clasamentul final.

## Participanți

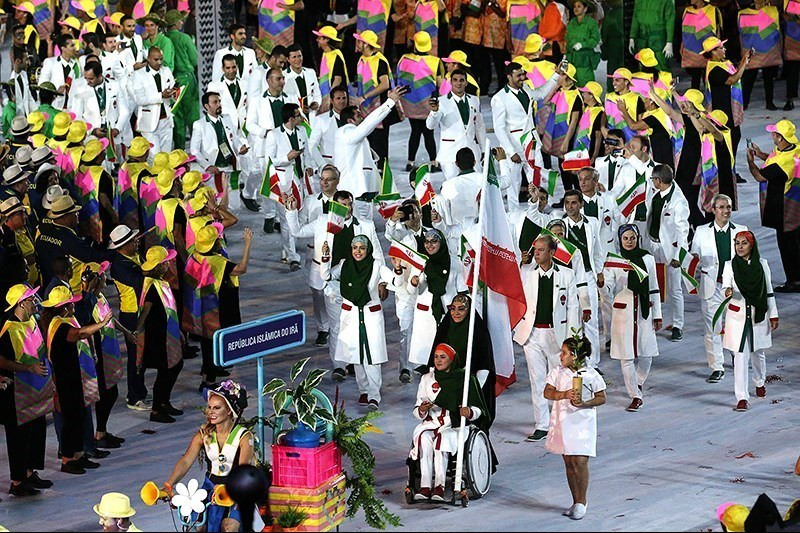
Delegația iraniană la ceremonia de deschidere

Delegația iraniană a cuprins 63 de sportivi: 54 de bărbați și 9 femei (rezervele la fotbal, handbal, hochei pe iarbă și scrimă nu sunt incluse). Cel mai tânăr atlet din delegația a fost înotătorul Arya Nasimi Shad (16 ani), cel mai vechi a fost ciclistul Ghader Mizbani Iranagh (40 de ani).
| Sport         | Masculin | Feminin | Total |
| ------------- | -------- | ------- | ----- |
| Atletism      | 9        | 1       | 10    |
| Box           | 1        | 0       | 1     |
| Caiac canoe   | 1        | 0       | 1     |
| Canotaj       | 0        | 1       | 1     |
| Ciclism       | 3        | 0       | 3     |
| Haltere       | 5        | 0       | 5     |
| Judo          | 2        | 0       | 2     |
| Lupte         | 12       | 0       | 12    |
| Natație       | 1        | 0       | 1     |
| Scrimă        | 2        | 0       | 2     |
| Taekwondo     | 3        | 1       | 4     |
| Tenis de masă | 2        | 1       | 3     |
| Tir           | 1        | 4       | 5     |
| Tir cu arcul  | 0        | 1       | 1     |
| Volei         | 12       | 0       | 12    |
| Total         | 54       | 9       | 63    |

## Medalii

### Medaliați
| Medalie | Nume             | Sport     | Probă                      | Dată      |
| ------- | ---------------- | --------- | -------------------------- | --------- |
| Aur     | Kianoush Rostami | Haltere   | 85 kg masculin             | 12 august |
| Aur     | Sohrab Moradi    | Haltere   | 94 kg masculin             | 13 august |
| Aur     | Hassan Yazdani   | Lupte     | 74 kg liber masculin       | 19 august |
| Argint  | Komeil Ghasemi   | Lupte     | 125 kg liber masculin      | 20 august |
| Bronz   | Saeid Abdevali   | Lupte     | 75 kg liber masculin       | 14 august |
| Bronz   | Ghasem Rezaei    | Lupte     | 98 kg greco-roman masculin | 16 august |
| Bronz   | Kimia Alizadeh   | Taekwondo | 57 kg feminin              | 18 august |
| Bronz   | Hassan Rahimi    | Lupte     | 57 kg liber masculin       | 19 august |

### Medalii după sport
| Sport     | Aur | Argint | Bronz | Total |
| Haltere   | 2   | 0      | 0     | 2     |
| Lupte     | 1   | 1      | 3     | 5     |
| Taekwondo | 0   | 0      | 1     | 1     |
| Total     | 3   | 1      | 4     | 8     |

## Scrimă
| Sportiv         | Probă          | Primul tur           | Șaisprezecimi    | Sfert de finală       | Semifinală          | Finala mică/Finala mare | Finala mică/Finala mare |
| Sportiv         | Probă          | Adversar Scor        | Adversar Scor    | Adversar Scor         | Adversar Scor       | Adversar Scor           | Loc                     |
| --------------- | -------------- | -------------------- | ---------------- | --------------------- | ------------------- | ----------------------- | ----------------------- |
| Mojtaba Abedini | Sabie masculin | Iahodka (UKR) C 15–9 | Gu (KOR) C 15–12 | Anstett (FRA) C 15–13 | Homer (USA) P 14–15 | Kim J-h (KOR) P 8–15    | 4                       |
| Ali Pakdaman    | Sabie masculin | Szabo (GER) P 11–15  | Nu a avansat     | Nu a avansat          | Nu a avansat        | Nu a avansat            | Nu a avansat            |